# Tashi Tsering (Amnye Machen-instituut)
Tashi Tsering is een Tibetaans tibetoloog. Hij is directeur van het Amnye Machen-instituut. Daarnaast is hij verbonden aan het Library of Tibetan Works and Archives en is hij redacteur van verschillende Tibetaanse tijdschriften, waaronder het Tibet Journal
Tashi Tsering studeerde aan de centrale school voor Tibetanen in Dalhousie in Noord-India van 1963 tot 1971. Daarna studeerde hij Tibetaanse geschiedenis, literatuur en boeddhisme bij Khetsun Sangpo Rinpoche, Dzogchen Khenpo Thubten Püntsog Rinpoche en Rai Bahadur Burmiok Athing.
Daarnaast ontving hij les en werd hij geïnitieerd door de veertiende dalai lama Tenzin Gyatso. Andere belangrijke leraren voor hem waren verder de zestiende karmapa Rangjung Rigpey Dorje, Dilgo Khyentse, de vierde Dodrubchen Rinpoche, de vierde Garje Khamtrul Rinpoche en Khunu Geshe Rigzin Tempa.
Hij werd binnen de Tibetaanse gemeenschap meermaals onderscheiden.
In de documentaire over Gendün Chöpel van filmregisseur Luc Schädler, Angry Monk wordt hij als deskundige geïnterviewd.